# Aldo Campoamor
Aldo Campoamor (Aldo Vitorio Chiavegato, * 21. März 1914 in Buenos Aires; † 27. Oktober 1968) war ein argentinischer Tangosänger.

## Leben und Wirken
Campoamor verbrachte seine Jugend in Cosquín, wo er auch seine ersten Auftritte als Sänger hatte. 1933 kehrte er nach Buenos Aires zurück. Dort war er u. a. Sänger in den Orchestern Juan Canaros, Pedro Maffias und Roberto Zerillos. 1937 debütierte er mit Elvino Vardaros Orchester bei Radio Belgrano. Mit Horacio Pettorossis Orchester trat er als Duopartner der Sängerin Susana Ortiz bei Radio Prieto auf, mit Federico Scorticati unternahm er eine Tournee durch Brasilien.
1938 reiste er mit Rafael Canaro und Alberto Tagle als Gesangspartner nach Frankreich. Im Folgejahr erhielt er eine Anstellung bei Radio El Mundo. Dort trat er mehrere Jahre begleitet von einer Gitarristengruppe unter Leitung von Edmundo Zaldívar oder vom Orchester des Senders auf. Darauf engagierte ihn Astor Piazzolla neben Héctor Insúa als Sänger. Die Zusammenarbeit mit Piazzolla währte bis 1948. 1952 debütierte er als Solist in der Sendung Patio de tango bei Radio El Mundo. 1958 trat er mit Mariano Mores’ Ensemble in dem Musical Luces de mi ciudad auf. Im Jahr 1959 unternahm er mit Mores eine Tournee durch Venezuela.